# 艺粉蝶属
艺粉蝶属（学名：Eroessa）是粉蝶科下的一个属。该属只有Eroessa chiliensis这一个种。